# Lefka Ori
Lefka Ori (în greacă Λευκά Όρη - Munții Albi) este cel mai mare masiv muntos de pe Insula Creta. Vârful cel mai înalt al masivului este „Pachnes” (altitudine 2.454 m), numai cu puțin mai mic decât cel mai înalt pisc de pe insulă „Timios Stavros” (2.456 m). Regiunea centrală a munților „Lefka Ori” este o regiune aridă, fiind una dintre puținele regiuni de deșert din Europa.

## Date geografice
Masivul muntos se află în partea de vest a insulei Creta în apropiere de orașul Chania, capitala prefecturii cu același nume. Lanțul muntos înconjoară podișul „Omalos” și are o lungime de 30 km pe direcția est-vest și o lățime de 20 km pe direcția nord-sud. Masivul este amplasat aproape în întregime în regiunea istorică Sfakia. Aproape toate cele 50 de piscuri ale masivului au o altitudine peste 2.000 m. Munții sunt traversați de numeroase defilee dintre care cel mai lung este Cheile Samaria. Aceste chei au lungimea de 13 km și încep la Xiloskalo, taie o vale adâncă în vestul masivului și se termină la Agia Roumeli pe malul Mării Libiei. Drumul European E-4 traversează masivul și podișul Omalos, nordul defileului Samaria și trece la nord de piscul Pachnes.

## Regiunea de deșert
Regiunea de deșert este situată în centrul masivului și are altitudini care depășesc 2.000 m. Regiunea este numită în limba greacă „Ορεινή Έρημος” ("Deșert muntos"). Precipitațiile puține care cad se infiltrează direct în pământ, din care cauză regiunea este lipsită de vegetație. Calcarele cristaline sunt intens erodate, devenind detritus care formează doline. Rackham si Moody au asemănat regiunea cu teritoriile din Antarctica când nu erau acoperite de gheață.